# NGC 4725

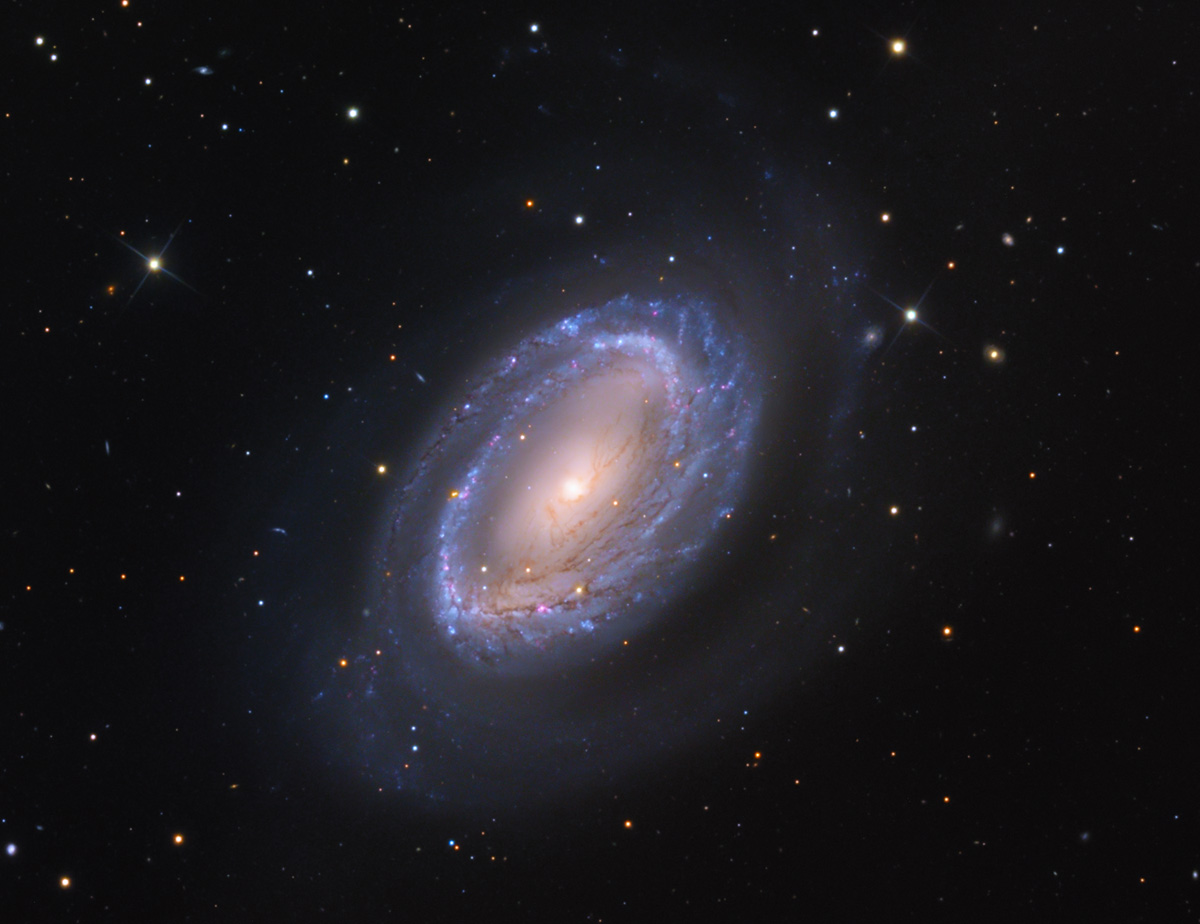
NGC 4725

NGC 4725 è una galassia a spirale barrata nella costellazione della Chioma di Berenice.

## Posizione
Si individua 5 gradi a sud-ovest della stella γ Comae Berenices; si tratta di una galassia spirale barrata, di notevoli dimensioni reali: sarebbe grande oltre il doppio della nostra Galassia, e sembra superi in grandezza pure la Galassia di Andromeda. Per individuarla in cielo, è sufficiente un binocolo 11x80, nel quale si presenta come una chiazza allungata in senso NE-SW; un piccolo telescopio consente di notare, ai lati estremi, due formazioni simili a "parentesi", fra le quali si trova il nucleo, molto brillante. Strumenti oltre i 200mm di apertura consentono inoltre di poter notare i suoi bracci esterni. La distanza dalla Via Lattea è stimata intorno ai 40 milioni di anni-luce.